# Finale du Grand Prix ISU 2018-2019
Navigation
Édition précédente Édition suivante
La finale du Grand Prix ISU est la dernière épreuve qui conclut chaque année le Grand Prix international de patinage artistique organisé par l'International Skating Union. Elle accueille des patineurs amateurs de niveau senior dans quatre catégories: simple messieurs, simple dames, couple artistique et danse sur glace.
Pour la saison 2018/2019, la finale est organisée du 6 au 9 décembre 2018 au centre des sports d'hiver UBC de Vancouver au Canada. Il s'agit de la 24e finale depuis la création du Grand Prix ISU en 1995.

## Qualifications
Seuls les patineurs qui atteignent l'âge de 15 ans au 1er juillet 2018 peuvent participer aux épreuves du Grand Prix ISU 2018/2019. Les épreuves de qualifications sont successivement :
- le Skate America du 19 au 21 octobre 2018 à  Everett
- le Skate Canada du 26 au 28 octobre 2018 à Laval
- le Grand-Prix d'Helsinki du 2 au 4 novembre 2018 à Helsinki
- le Trophée NHK du 9 au 11 novembre 2018 à Hiroshima
- la Coupe de Russie du 16 au 18 novembre 2018 à Moscou
- le Trophée de France du 23 au 25 novembre 2018 à Grenoble

Les patineurs participent à un ou deux grands-prix. Les six patineurs qui ont obtenu le plus de points sont qualifiés pour la finale et les trois patineurs suivants sont remplaçants.
|             | Messieurs                   | Dames                    | Couples                                 | Danse sur glace                        |
| ----------- | --------------------------- | ------------------------ | --------------------------------------- | -------------------------------------- |
| 1           | Yuzuru Hanyu (Forfait)      | Alina Zagitova           | Vanessa James / Morgan Ciprès           | Madison Hubbell / Zachary Donohue      |
| 2           | Shoma Uno                   | Rika Kihira              | Evgenia Tarasova / Vladimir Morozov     | Aleksandra Stepanova / Ivan Bukin      |
| 3           | Nathan Chen                 | Satoko Miyahara          | Natalia Zabiiako / Aleksandr Enbert     | Victoria Sinitsina / Nikita Katsalapov |
| 4           | Michal Březina              | Elizaveta Tuktamysheva   | Peng Cheng / Jin Yang                   | Charlène Guignard / Marco Fabbri       |
| 5           | Sergey Voronov              | Kaori Sakamoto           | Nicole Della Monica / Matteo Guarise    | Kaitlin Hawayek / Jean-Luc Baker       |
| 6           | Cha Jun-hwan                | Sofia Samodurova         | Daria Pavliuchenko / Denis Khodykin     | Tiffany Zahorski / Jonathan Guerreiro  |
| Remplaçants |                             |                          |                                         |                                        |
| 1er         | Keegan Messing (Remplaçant) | Mai Mihara               | Alisa Efimova / Alexander Korovin       | Sara Hurtado / Kirill Khaliavin        |
| 2e          | Aleksandr Samarin           | Stanislava Konstantinova | Tarah Kayne / Danny O'Shea              | Piper Gilles / Paul Poirier            |
| 3e          | Matteo Rizzo                | Ievguenia Medvedeva      | Kirsten Moore-Towers / Michael Marinaro | Lorraine McNamara / Quinn Carpenter    |

## Résultats

### Messieurs

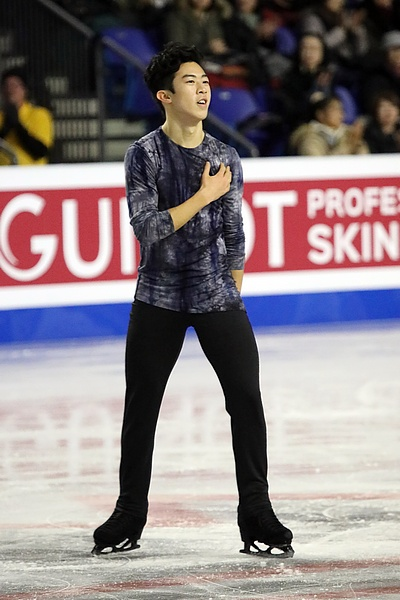
Le médaillé d'or Nathan Chen

| Rang | Nom            | Pays         | Points | Programme court | Programme court | Programme libre | Programme libre |
| ---- | -------------- | ------------ | ------ | --------------- | --------------- | --------------- | --------------- |
| 1    | Nathan Chen    | États-Unis   | 282.42 | 1               | 92.99           | 1               | 189.42          |
| 2    | Shoma Uno      | Japon        | 275.10 | 2               | 91.67           | 2               | 183.43          |
| 3    | Cha Jun-hwan   | Corée du Sud | 263.49 | 4               | 89.07           | 3               | 174.42          |
| 4    | Michal Březina | Tchéquie     | 255.26 | 3               | 89.21           | 4               | 166.05          |
| 5    | Keegan Messing | Canada       | 236.05 | 6               | 79.56           | 5               | 156.49          |
| 6    | Sergey Voronov | Russie       | 226.44 | 5               | 82.96           | 6               | 143.48          |

### Dames
| Rang | Nom                    | Pays   | Points | Programme court | Programme court | Programme libre | Programme libre |
| ---- | ---------------------- | ------ | ------ | --------------- | --------------- | --------------- | --------------- |
| 1    | Rika Kihira            | Japon  | 233.12 | 1               | 82.51           | 1               | 150.61          |
| 2    | Alina Zagitova         | Russie | 226.53 | 2               | 77.93           | 2               | 148.60          |
| 3    | Elizaveta Tuktamysheva | Russie | 215.32 | 3               | 70.65           | 3               | 144.67          |
| 4    | Kaori Sakamoto         | Japon  | 211.68 | 4               | 70.23           | 4               | 141.45          |
| 5    | Sofia Samodurova       | Russie | 204.33 | 5               | 68.24           | 5               | 136.09          |
| 6    | Satoko Miyahara        | Japon  | 201.31 | 6               | 67.52           | 6               | 133.79          |

### Couples
| Rang | Nom                                  | Pays   | Points | Programme court | Programme court | Programme libre | Programme libre |
| ---- | ------------------------------------ | ------ | ------ | --------------- | --------------- | --------------- | --------------- |
| 1    | Vanessa James / Morgan Ciprès        | France | 219.88 | 4               | 71.51           | 1               | 148.37          |
| 2    | Peng Cheng / Jin Yang                | Chine  | 216.90 | 1               | 75.18           | 2               | 141.21          |
| 3    | Evgenia Tarasova / Vladimir Morozov  | Russie | 214.20 | 3               | 74.04           | 3               | 140.16          |
| 4    | Natalia Zabiiako / Aleksandr Enbert  | Russie | 201.07 | 2               | 75.18           | 4               | 125.89          |
| 5    | Nicole Della Monica / Matteo Guarise | Italie | 187.63 | 5               | 69.77           | 6               | 117.86          |
| 6    | Daria Pavliuchenko / Denis Khodykin  | Russie | 186.81 | 6               | 61.24           | 5               | 125.57          |

### Danse sur glace
| Rang | Nom                                    | Pays       | Points | Danse rythmique | Danse rythmique | Danse libre | Danse libre |
| ---- | -------------------------------------- | ---------- | ------ | --------------- | --------------- | ----------- | ----------- |
| 1    | Madison Hubbell / Zachary Donohue      | États-Unis | 205.35 | 1               | 80.53           | 1           | 124.82      |
| 2    | Victoria Sinitsina / Nikita Katsalapov | Russie     | 201.37 | 3               | 77.33           | 2           | 124.04      |
| 3    | Charlène Guignard / Marco Fabbri       | Italie     | 198.65 | 2               | 78.30           | 3           | 120.35      |
| 4    | Aleksandra Stepanova / Ivan Bukin      | Russie     | 196.72 | 4               | 77.20           | 4           | 119.52      |
| 5    | Tiffany Zahorski / Jonathan Guerreiro  | Russie     | 184.37 | 5               | 72.98           | 6           | 111.39      |
| 6    | Kaitlin Hawayek / Jean-Luc Baker       | États-Unis | 184.04 | 6               | 71.33           | 5           | 112.71      |

## Source
- (en) Résultats de la finale 2018/2019 du Grand Prix ISU sur le site de l'ISU